# Bebrina
Bebrina est un village et une municipalité située en Slavonie, dans le comitat de Brod-Posavina, en Croatie. Au recensement de 2001, la municipalité comptait 3 541 habitants, dont 93,53 % de Croates et 3,02 % d'Ukrainiens et le village seul comptait 521 habitants.

## Localités
La municipalité de Bebrina compte 7 localités :
| - Banovci - Bebrina - Dubočac - Kaniža | - Stupnički Kuti - Šumeće - Zbjeg |